# Verzetsplein (Anderlecht)
Het Verzetsplein (Frans: Place de la Résistance) is een Brussels plein gelegen in Anderlecht. Het ligt in het midden van de Wayezstraat. Het plein kreeg zijn naam na de oorlog, eerder heette het Wayezplein. Buiten de Wayezstraat komen er de volgende straten op uit: Dorpsstraat, Gerechtstraat en de Rechtzaalstraat. De huizen rond het plein zijn met de klok mee genummerd van 1 t/m 20. Aan de oostzijde staat al sinds 1890 een vestiging van het vredegerecht.

## Vernieuwing
Vanaf 2012 werd het plein heraangelegd en verkeersvrij gemaakt via een wijkcontract gesubsidieerd door Beliris. Een aantal bomen werd gekapt en er kwam een fontein. Het veranderde parkeerregime bleek nadelig voor winkeliers en horeca.

## Foto's

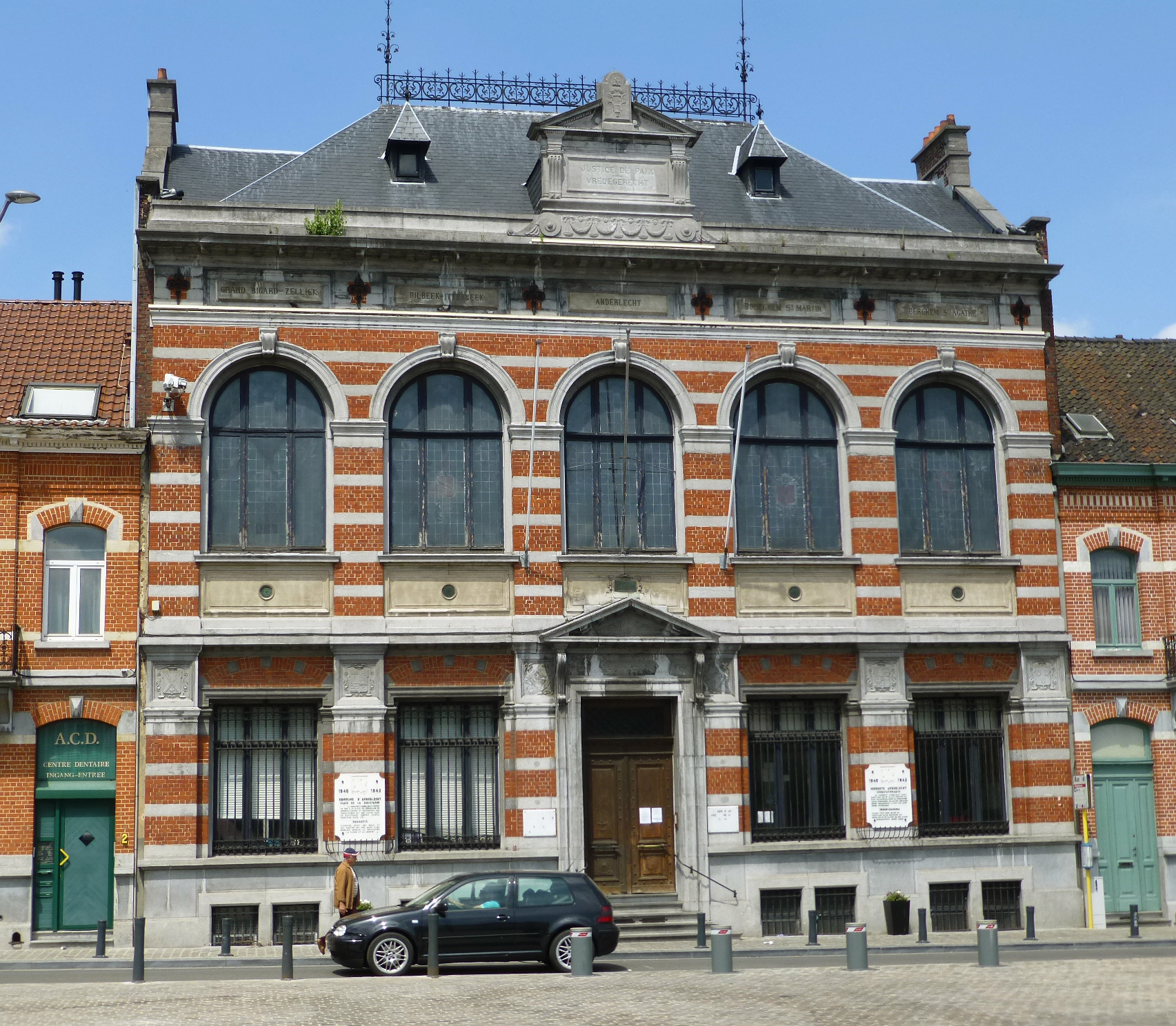
Vredegerecht, 1890, N°3
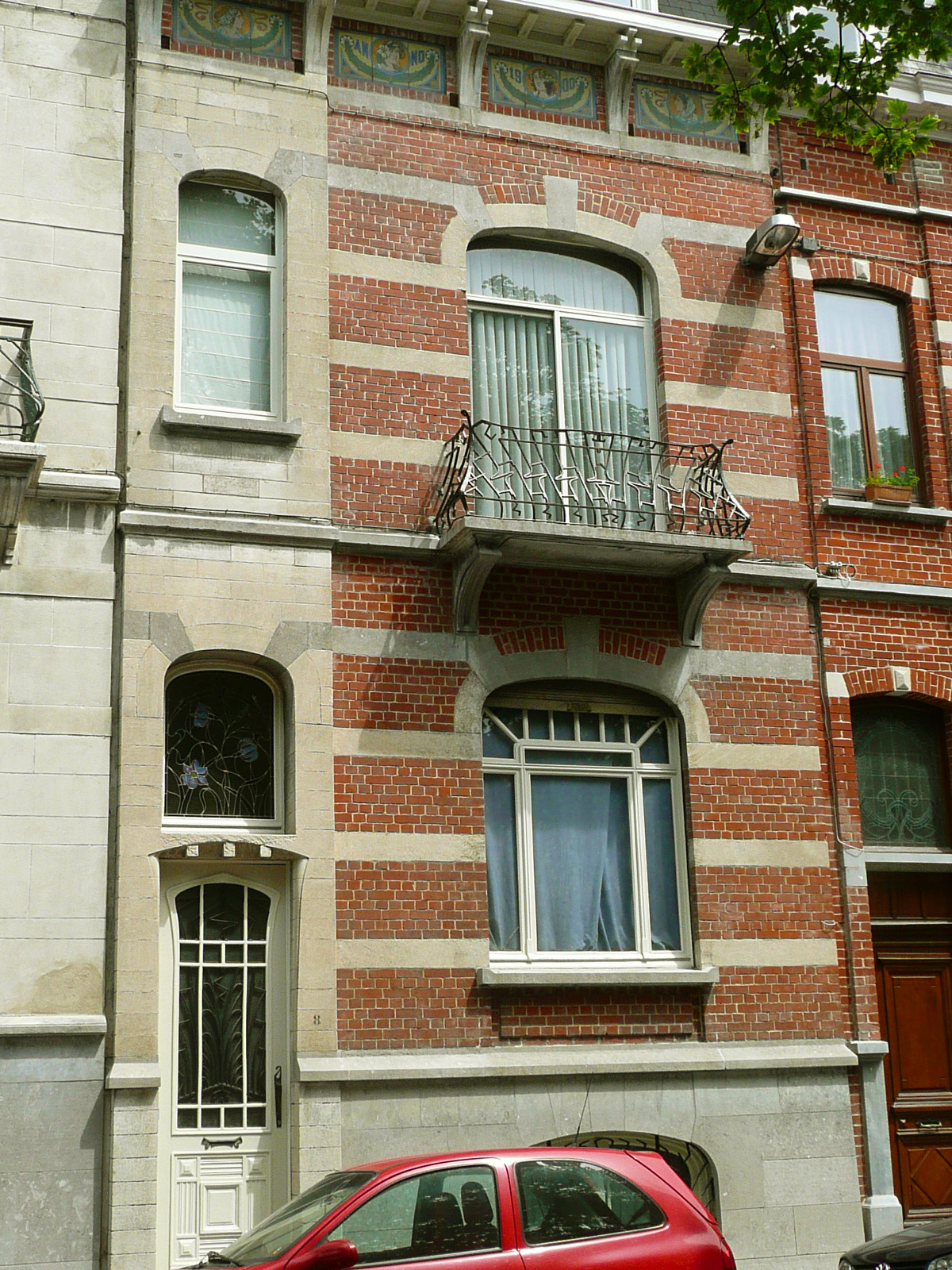
Art-nouveauhuis, 1900, N°8
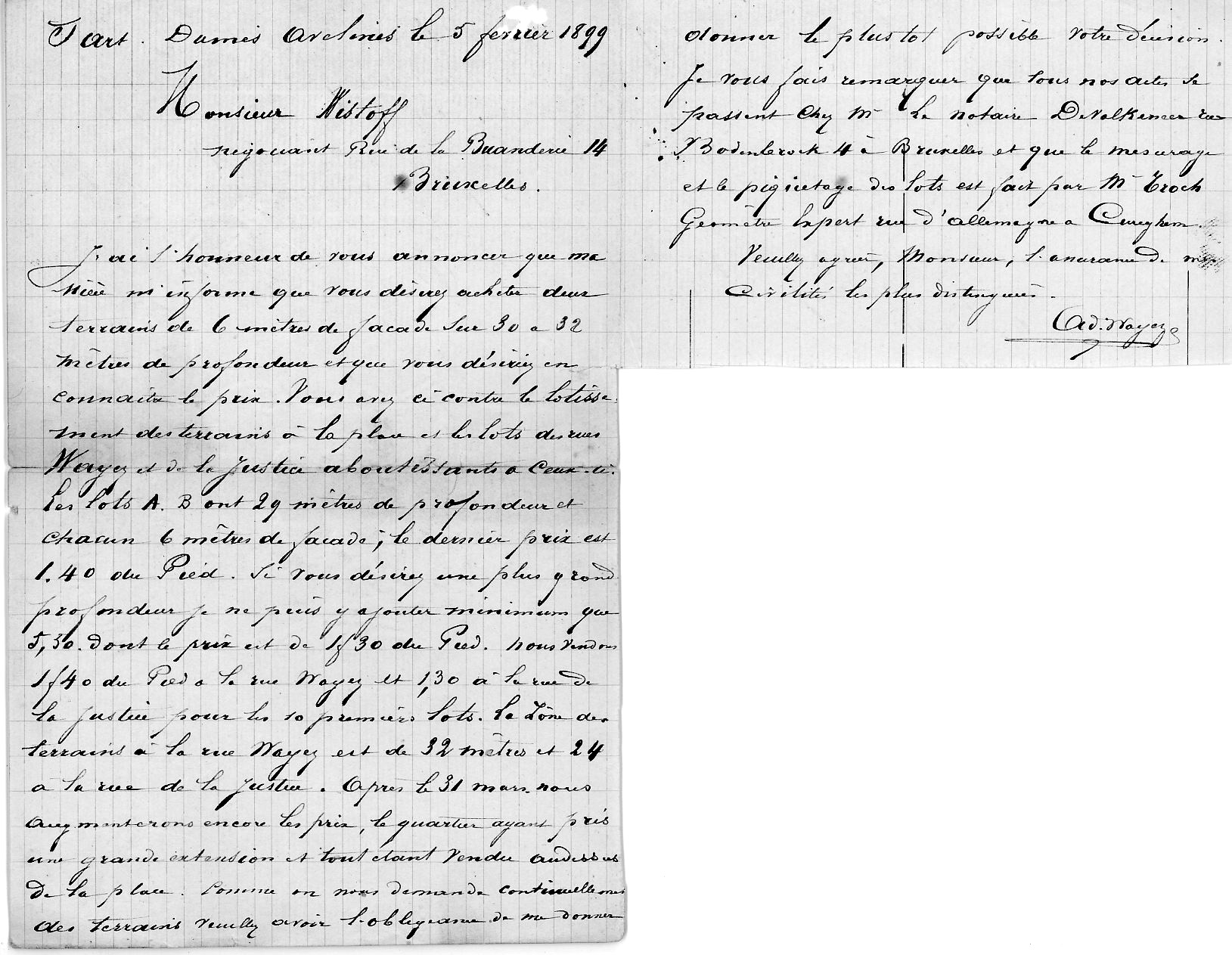
Brief van dhr. Wayez betreffende de verkoop van de grond van dit huis
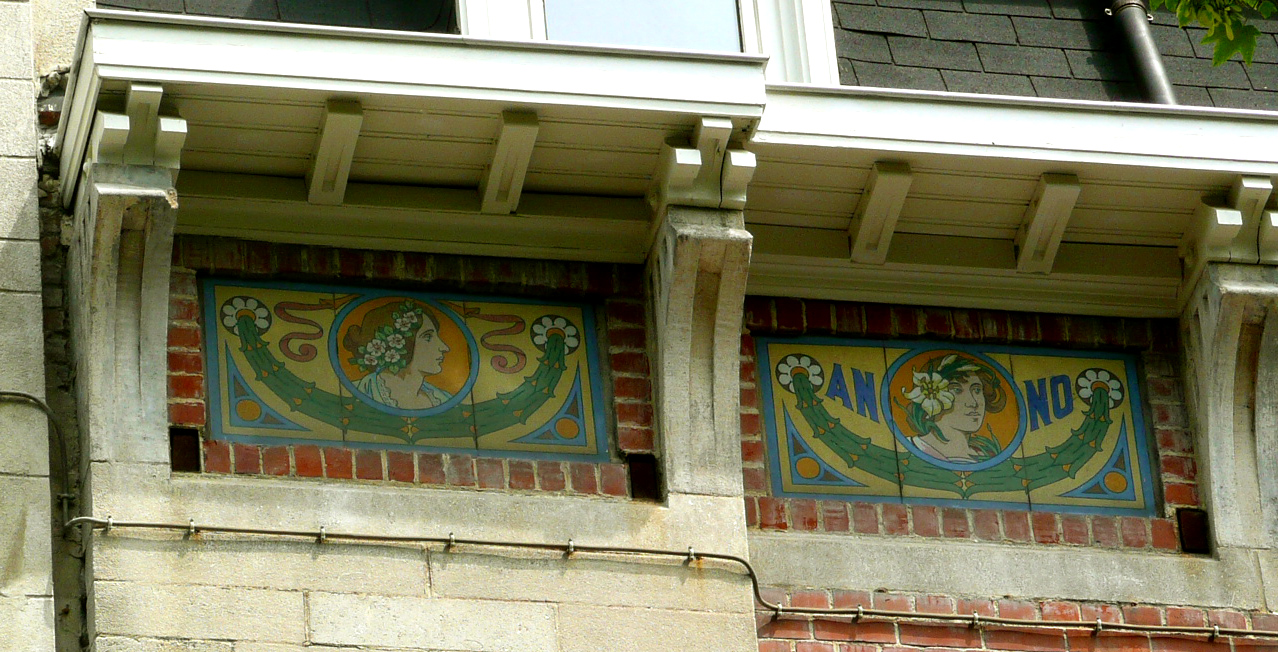
Anno 1900 - de vier seizoenen
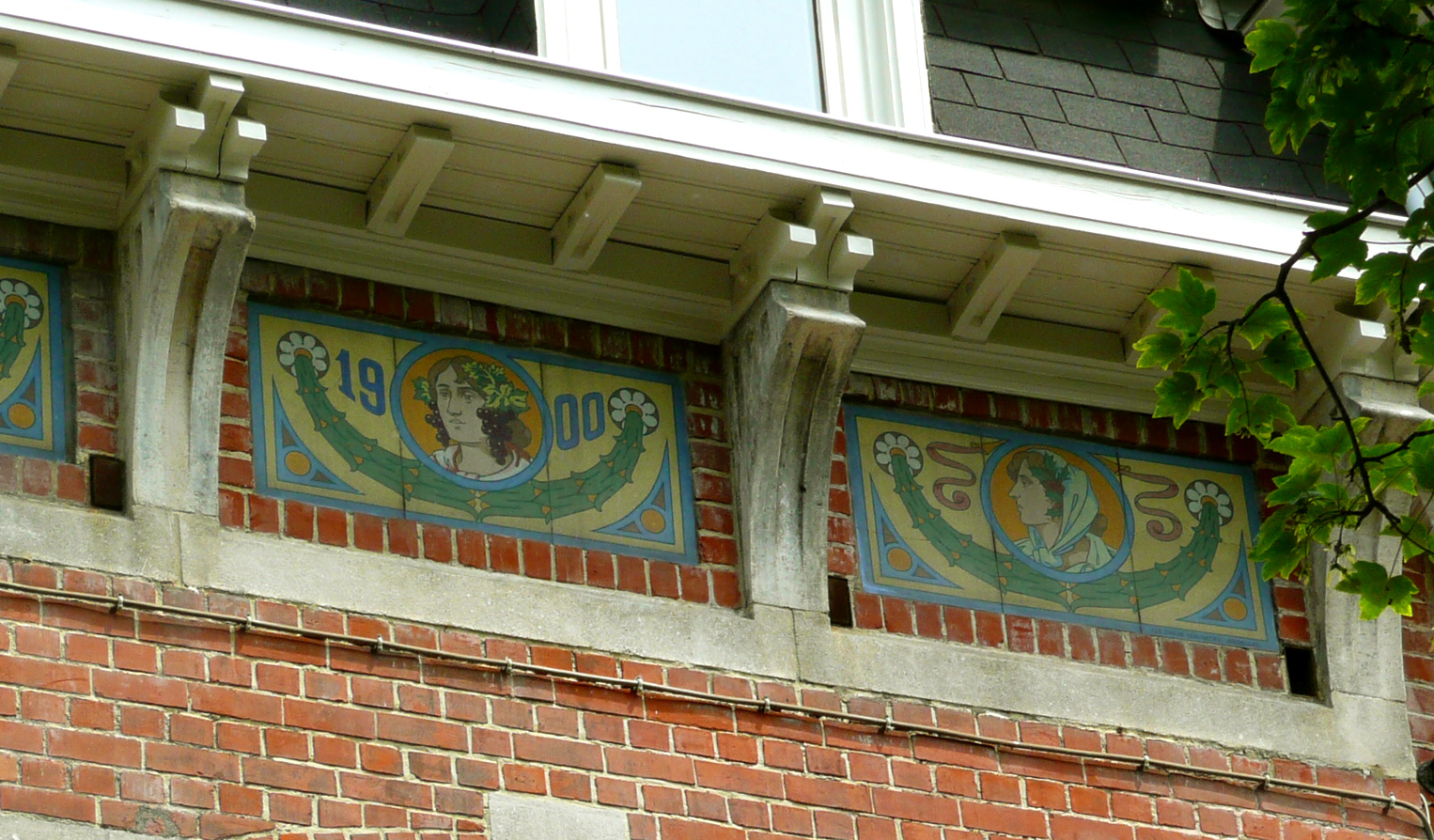
(vervolg)